# Dolní Třebonín
Dolní Třebonín település Csehországban, a Český Krumlov-i járásban. Dolní Třebonín Vrábče, Římov, Chlumec, Kamenný Újezd, Zlatá Koruna, Velešín, Mojné, Holubov és Křemže településekkel határos. Lakosainak száma 1350 fő (2024. január 1.).

## Népesség
A település lakosságának változását az alábbi diagram mutatja:
| Lakosok száma | 1259 | 1239 | 1174 | 723  | 621  | 658  | 1300 | 1343 | 1351 | 1350 |
|               | 1869 | 1890 | 1921 | 1950 | 1980 | 2001 | 2017 | 2019 | 2022 | 2024 |